# Europa-Parlamentsvalget 2019 i Danmark
Europa-Parlamentsvalget 2019 i Danmark fandt sted 26. maj 2019 som del af Europa-Parlamentsvalget i hele EU. Der skulle vælges 13 danske medlemmer til Europa-Parlamentet, samt et fjortende mandat, som vil indtræde i parlamentet når Storbritannien udtræder af EU, hvor det samlede antal parlamentsmedlemmer bliver reduceret fra 751 til 705, og antallet for de enkelte lande reguleres.

## Stemmeret
Ved Europa-Parlamentsvalg har ikke kun danske statsborgere valgret, men også EU-borgere i Danmark og – efter anmodning – danskere i andre EU-lande. Valgretsalderen er 18 år. Danskere i et andet EU-land kan vælge om de vil stemme i Danmark eller i bopælslandet, men ikke i begge lande. Tilsvarende kan udenlandske EU-borgere som bor i Danmark, vælge mellem at stemme i Danmark eller i hjemlandet. EU-borgere, der boede i Grønland eller på Færøerne, kunne ikke stemme til Europa-Parlamentet.

## Kandidater
Kun partier kan deltage i Europa-Parlamentsvalg; opstilling uden for partierne er ikke mulig. Partier var opstillingsberettigede hvis de seks uger før valget er repræsenteret i enten Europa-Parlamentet eller Folketinget, eller hvis de senest otte uger før valget havde indsamlet 70.380 vælgererklæringer, svarende til 2 % af de gyldige stemmer ved det seneste folketingsvalg.

### Opstillede partier
De opstillingsberettigede partier var:
- A. Socialdemokratiet
- B. Radikale Venstre
- C. Det Konservative Folkeparti
- F. SF – Socialistisk Folkeparti
- I. Liberal Alliance
- N. Folkebevægelsen mod EU
- O. Dansk Folkeparti
- V. Venstre, Danmarks Liberale Parti
- Ø. Enhedslisten - De Rød-Grønne
- Å. Alternativet

Alle 10 opstillingsberettigede partier havde valgt at stille op.

### Valgforbund
Følgende valgforbund blev indgået:
- Socialdemokratiet og Socialistisk Folkeparti
- Radikale Venstre og Alternativet
- Det Konservative Folkeparti, Liberal Alliance og Venstre
- Folkebevægelsen mod EU og Enhedslisten

Enhedslisten stillede op til Europa-Parlamentet for første gang. Ved tidligere valg havde partiet i stedet anbefalet at stemme på Folkebevægelsen mod EU som Enhedslisten deltager i som kollektivt medlem. En del medlemmer af Enhedslisten, herunder folketingsmedlem Christian Juhl, valgte dog ligesom tidligere at stille op for Folkebevægelsen mod EU.
Også Alternativet opstillede for første gang. De øvrige otte partier deltog også ved Europa-Parlamentsvalget i 2014.

## Resultat
| Liste                  | Parti                       | Valget i 2014 | Valget i 2014 | Valget i 2014 | Valget i 2019 | Valget i 2019 | Valget i 2019 | Ændring | Ændring |
| Liste                  | Parti                       | Stemmer       | Pct.          | Mand.         | Stemmer       | Pct.          | Mand.         | Pct.    | Mand.   |
| ---------------------- | --------------------------- | ------------- | ------------- | ------------- | ------------- | ------------- | ------------- | ------- | ------- |
| A                      | Socialdemokratiet           | 435.245       | 19,1 %        | 3             | 592.645       | 21,5 %        | 3             | +2,4 %  | 0       |
| B                      | Radikale Venstre            | 148.949       | 6,5 %         | 1             | 277.929       | 10,1 %        | 2             | +3,6 %  | +1      |
| C                      | Det Konservative Folkeparti | 208.262       | 9,1 %         | 1             | 170.544       | 6,2 %         | 1             | -2,9 %  | 0       |
| F                      | Socialistisk Folkeparti     | 249.305       | 11,0 %        | 1             | 364.895       | 13,2 %        | 2             | +2,2 %  | +1      |
| I                      | Liberal Alliance            | 65.480        | 2,9 %         | 0             | 60.693        | 2,2 %         | 0             | -0,7 %  | 0       |
| N                      | Folkebevægelsen mod EU      | 183.724       | 8,1 %         | 1             | 102.101       | 3,7 %         | 0             | -4,4 %  | -1      |
| O                      | Dansk Folkeparti            | 605.889       | 26,6 %        | 4             | 296.978       | 10,7 %        | 1             | -15,9 % | -3      |
| V                      | Venstre                     | 379.840       | 16,7 %        | 2             | 648.203       | 23,5 %        | 3 (4)         | +6,8 %  | +1 (+2) |
| Ø                      | Enhedslisten                | –             | –             | –             | 151.903       | 5,5 %         | 1             | +5,5 %  | +1      |
| Å                      | Alternativet                | –             | –             | –             | 92.964        | 3,4 %         | 0             | +3,4 %  | 0       |
| I alt gyldige stemmer  | I alt gyldige stemmer       | 2.276.694     | 100 %         | 13            | 2.758.855     | 100 %         | 13 (14)       |         |         |
| Blanke stemmer         | Blanke stemmer              | 47.594        |               |               | 32.516        |               |               |         |         |
| Andre ugyldige stemmer | Andre ugyldige stemmer      | 7.929         |               |               | 8.658         |               |               |         |         |
| I alt ugyldige stemmer | I alt ugyldige stemmer      | 55.523        |               |               | 41.174        |               |               |         |         |
| I alt afgivne stemmer  | I alt afgivne stemmer       | 2.332.217     |               |               | 2.800.029     |               |               |         |         |

Valgdeltagelsen var 66,08 % ud af de 4.237.550 stemmeberettigede vælgere. Det var den højeste stemmeprocent ved et europaparlamentsvalg i Danmark nogensinde. Den tidligere rekord var 59,5 % ved valget i 2009, hvor valgdeltagelsen blev fremmet af afholdelsen samtidig en folkeafstemning om tronfølgeloven.

### Valgforbundenes betydning
Radikale Venstre fik to mandater med 10,1 % af stemmerne, mens Dansk Folkeparti med 10,7 % af stemmerne fik ét mandat. Det skyldtes at de Radikale var i valgforbund med Alternativet, så valgforbundet samlet opnåede stemmer til to mandater. Dansk Folkeparti indgik som det eneste parti ikke i valgforbund.

### Valgte medlemmer
Følgende kandidater blev valgt til EU-parlamentet med antal personlige stemmer i parentes:
Venstre
- Morten Løkkegaard (207.558)
- Søren Gade (201.626)
- Asger Christensen (31.303)
- Linea Søgaard-Lidell (24.145)[a]

Socialdemokratiet
- Jeppe Kofod (188.757)[b]
- Christel Schaldemose (65.179)
- Niels Fuglsang (29.444)

SF
- Margrete Auken (199.522)
- Karsten Hønge (19.687)[c]

Radikale Venstre
- Morten Helveg Petersen (97.667)
- Karen Melchior (17.292)

Dansk Folkeparti
- Peter Kofod (119.408)

Det Konservative Folkeparti
- Pernille Weiss (80.104)

Enhedslisten
- Nikolaj Villumsen (50.567)

### Personlige stemmer på andre kandidater
Følgende kandidater fik mindst 10.000 personlige stemmer uden at blive valgt:
- Rina Ronja Kari (45.824) – Folkebevægelsen mod EU
- Mette Bock (35.244) – Liberal Alliance
- Rasmus Nordqvist (27.943) – Alternativet
- Marianne Vind (27.396) – 1. stedfortræder for Socialdemokratiet (er siden indtrådt i parlamentet som stedfortræder for Jeppe Kofod)
- Morten Klessen (24.005) – 2. stedfortræder for Socialdemokratiet
- Anders Vistisen (16.960) – 1. stedfortræder for Dansk Folkeparti (er siden indtrådt i parlamentet som stedfortræder for Peter Kofod)
- Kira Marie Peter-Hansen (15.765) – 1. stedfortræder for SF (er siden indtrådt i parlamentet som stedfortræder for Karsten Hønge)
- Bergur Løkke Rasmussen (11.615) – 1. stedfortræder for Venstre (er siden indtrådt i parlamentet som stedfortræder for Søren Gade)
- Mette Poulsen (10.437) – 3. stedfortræder for Socialdemokratiet

### Personer der har skiftet parti eller er udtrådt i perioden
| Navn                   | Skiftet fra      | Skiftet til | Dato            |
| ---------------------- | ---------------- | ----------- | --------------- |
| Karen Melchior         | Radikale Venstre | Løsgænger   | 10. august 2022 |
| Bergur Løkke Rasmussen | Venstre          | Moderaterne | 13. marts 2023  |

| Udtrådt              | Indtrådt                | Parti                   | Dato              |
| -------------------- | ----------------------- | ----------------------- | ----------------- |
| Karsten Hønge        | Kira Marie Peter-Hansen | Socialistisk Folkeparti | 27. maj 2019      |
| Jeppe Kofod          | Marianne Vind           | Socialdemokratiet       | 27. juni 2019     |
| Søren Gade           | Bergur Løkke Rasmussen  | Venstre                 | 1. november 2022  |
| Linea Søgaard-Lidell | Kim Valentin            | Venstre                 | 1. november 2022  |
| Peter Kofod          | Anders Vistisen         | Dansk Folkeparti        | 1. november 2022  |
| Kim Valentin         | Erik Poulsen            | Venstre                 | 14. november 2022 |

## Eksterne links
- Kandidater til EU-valget 2019 Arkiveret 25. september 2020 hos  Wayback Machine